# Xian autonome yao de Du'an
Le xian autonome yao de Du'an (都安瑶族自治县 ; pinyin : Dū'ān yáozú Zìzhìxiàn) est un district administratif de la région autonome Zhuang du Guangxi en Chine. Il est placé sous la juridiction de la ville-préfecture de Hechi.

## Démographie
La population du district était de 625 130 habitants en 1999, dont 21.64 % de Yao et 73.9 % de Zhuang, groupe ethnique principalement concentré dans cette région.